# Buchs (Sankt Gallen)
Buchs is een gemeente en plaats in het Zwitserse kanton Sankt Gallen, en maakt deel uit van het district Werdenberg.
Buchs telt 10.547 inwoners.

## Geboren
- Heinrich Rohrer (1933-2013), natuurkundige en Nobelprijswinnaar (1986)